# Grenzmuseum Schifflersgrund

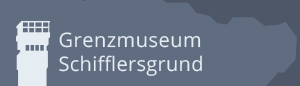
Logo des Grenzmuseums

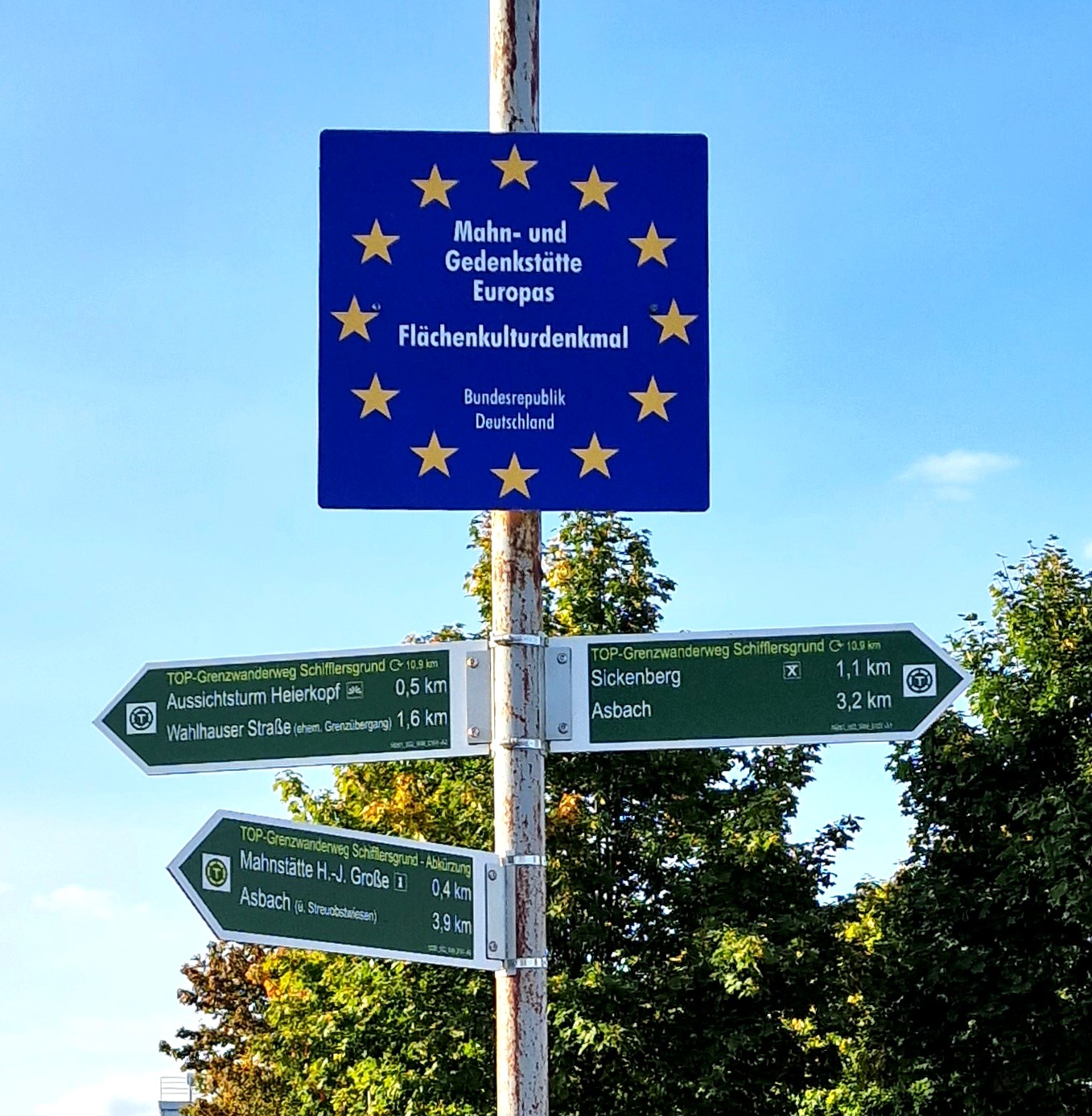
Denkmalschild Flächenkulturdenkmal vor dem Eingang

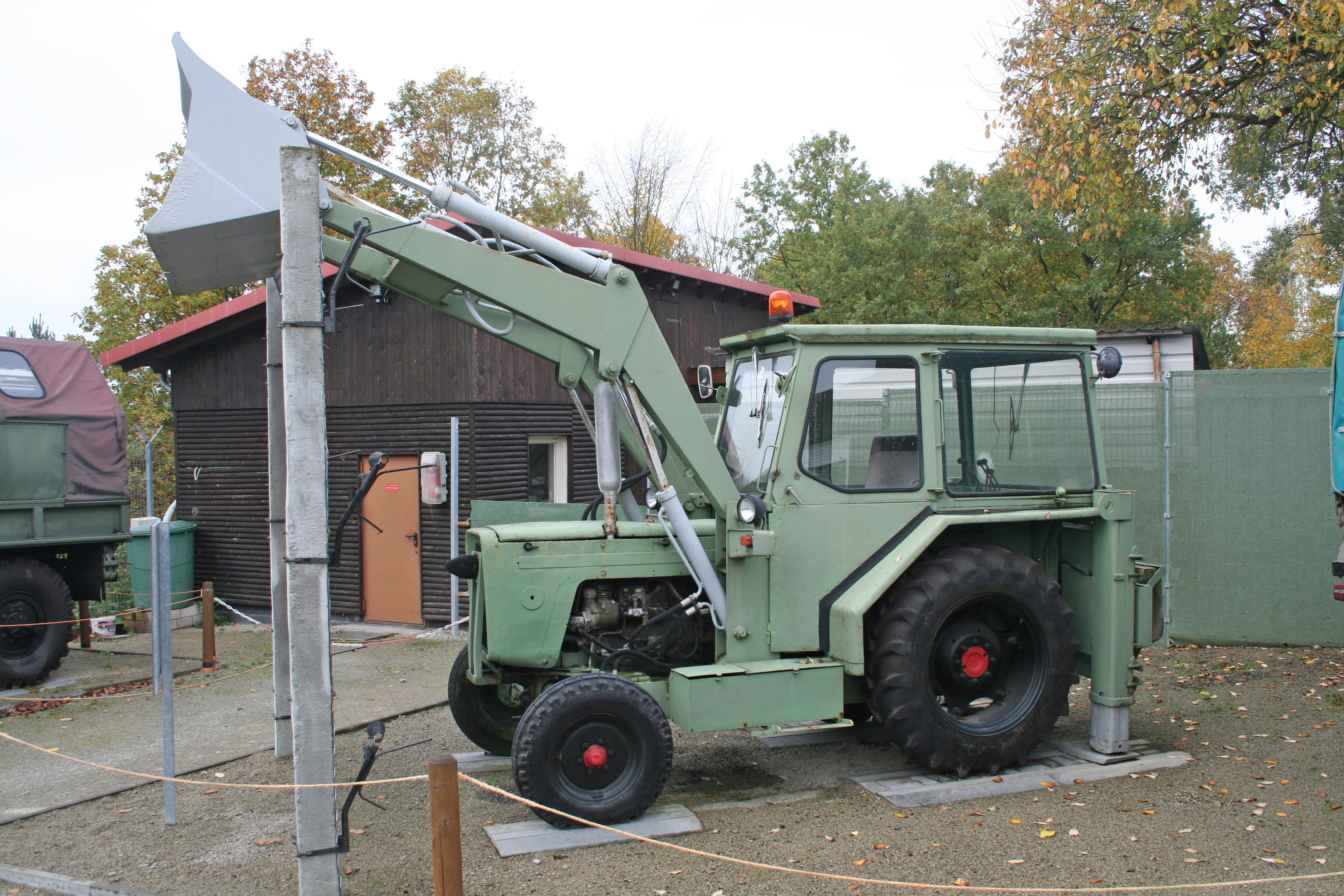
Original-Frontlader von Heinz-Josef Große

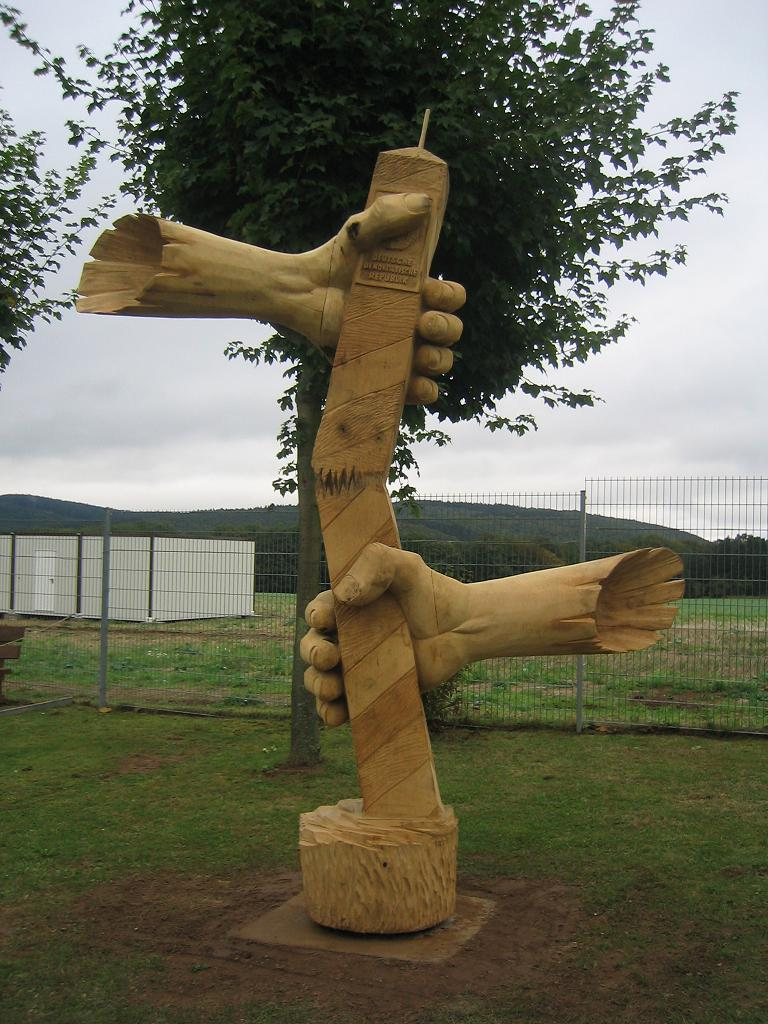
Holzskulptur Geborstener Grenzpfahl von Sebastian Seiffert

Das Grenzmuseum Schifflersgrund ist ein Museum in der Gemeinde Asbach-Sickenberg in der Gemarkung Schifflersgrund. Es liegt auf dem ehemaligen Grenzstreifen der früheren innerdeutschen Grenze zwischen den Orten Bad Sooden-Allendorf und Sickenberg und erinnert an die deutsche Teilung. Es war das erste Grenzmuseum im wiedervereinigten Deutschland und wurde am 1. Jahrestag der Wiedervereinigung eröffnet. Ziel ist, einige historisch bedeutsame Reste der ehemaligen Grenze zu konservieren, der Nachwelt zugänglich und die Geschichte der deutschen Teilung nachvollziehbar zu machen und darüber hinaus die regionalen Aspekte dieser Teilung aufzuzeigen.

## Lage
Das Grenzmuseum Schifflersgrund befindet sich an der ehemaligen innerdeutschen Grenze zwischen Hessen und Thüringen. Es liegt auf einem Geländestück, das im Jahr 1945 als Teil des Wanfrieder Abkommens der ehemaligen Sowjetischen Besatzungszone (später DDR) zugeschlagen wurde. Deshalb ist der Grund der Dokumentationsstätte heute Teil des thüringischen Landkreises Eichsfeld, historisch betrachtet gehört die Gegend aber weder zu Thüringen noch zur historischen Region Eichsfeld, sondern zu Hessen. Das Museum ist in diversen Gebäuden untergebracht, die zum Teil als Grenzgebäude auf Seiten der DDR in der Region gedient haben.

## Geschichte
Das Museum wurde am 3. Oktober 1991 eröffnet und steht seither unter der Trägerschaft des „Arbeitskreises Grenzinformation e. V.“ mit Sitz in Bad Sooden-Allendorf. Der 1. Vorsitzende des Vereins, Wolfgang Ruske, war zugleich Initiator des Arbeitskreises und der Museumsanlage. Seit der Eröffnung ist das Museum kontinuierlich gewachsen und hat über die Jahre Exponate zu den Themenbereichen „deutsch-deutsche Grenze“, „Leben im Sperrgebiet“ und „regionalspezifische Besonderheiten“ gesammelt.

## Ausstellungen
Das Museum informiert in sieben Abteilungen über die Themen Kriegsende, Entwicklung der Besatzungszonen, Leben im Sperrgebiet und Entwicklungen in der DDR im Jahr 1989. In zwei Bereichen wird auf regionalspezifische Aspekte wie das Wanfrieder Abkommen und den Tod von Heinz-Josef Große eingegangen. Große wurde bei einem Fluchtversuch am 29. März 1982 von zwei Grenzsoldaten erschossen. Der Tatort liegt auf dem Gelände des heutigen Museums, das so auch als Erinnerungsort dieser Geschichte gilt. Ein Container dient als Kino; hier ist u. a. ein Film über die Mauer zu sehen, auch in Fremdsprachen. Anhand von Einzelbeispielen wird auch über Fluchtversuche berichtet. Im Jahr 2009 hatte das Museum etwa 45.000 Besucher.
Einige Bürger haben Teile der Grenzanlage gesichert, sodass der Beobachtungsturm BT-9 und etwa 1.000 m Grenzzaun mit Kontrollstreifen und Kolonnenweg in ihrem Originalzustand erhalten blieben. Hier wird gezeigt, wie über vier Jahrzehnte eine fast unüberwindbare Grenze als „Eiserner Vorhang“ Deutschland und Europa in West und Ost, von der Ostsee bis zum Schwarzen Meer trennte. Beobachtungstürme, Stacheldraht, Streckmetall und Minen wurden auf 1.378 km eingesetzt, um Menschen aus der DDR an der Flucht in den Westen zu hindern. Als weitere Ausstellungsstücke werden Original-Grenzkontrollhäuschen von 1990 und eine Vielzahl an Fahrzeugen und Hubschraubern gezeigt. Diese Technik wurde zur Grenzsicherung durch Grenztruppen der DDR und Bundesgrenzschutz (heute Bundespolizei) benutzt.

## Veröffentlichungen
- Hans-Gerd Adler: Brückenköpfe. Arbeitskreis Grenzinformation e. V., Asbach-Sickenberg 2009, ISBN 978-3-00-028444-1.
- Edith Behrends, Jakob Eisler (Hrsg.): Zwischen Erinnerung und neuer Gemeinsamkeit. Grenzmuseum Schifflersgrund. Bad Sooden-Allendorf 2016.
- Siegbert Spiegel: Das thüringisch-hessische Grenzmuseum "Schifflersgrund". Cordier Druck/Medien Heiligenstadt.
- Sigrid Aschoff: Neues Konzept für das Grenzmuseum Schifflersgrund. In: Thüringer Allgemeine. 4. November 2011 (online).